# José de Torres
José de Torres (Ponta Delgada, 17 de Junho de 1827 — Lisboa, 4 de Maio de 1874) foi um escritor e jornalista açoriano que se notabilizou como bibliófilo e investigador da história açoriana. Reuniu uma volumosa colecção de documentos relativos aos Açores, hoje na Biblioteca Pública e Arquivo de Ponta Delgada, a que deu o nome de Variedades Açorianas, a qual constitui hoje um acervo precioso para o estudo da história e cultura açorianas. Foi sócio correspondente da Academia Real das Ciências de Lisboa e membro de várias sociedades científicas estrangeiras.

## Biografia
José de Torres nasceu em Ponta Delgada a 17 de Junho de 1827, filho de Bento José de Torres e de Ricarda Borges, uma família de fracos recursos. Dotado de inteligência brilhante, revelou-se desde cedo um autodidacta, leitor assíduo e interessado de temas de história. Dotado de um discurso fluente, redigia com facilidade e elegância, começando desde muito novo a colaborar na imprensa micaelense.
Com apenas 14 anos, em finais do ano de 1841, começou a servir como amanuense da Contadoria da Fazenda de Ponta Delgada. Pouco tempo depois, em 20 de Dezembro de 1844, passou para a secretaria da Câmara Municipal de Ponta Delgada. Continuando a sua brilhante carreira como funcionário administrativo, a 2 de Março de 1849 foi transferido para o lugar de segundo oficial do governo civil do distrito de Ponta Delgada, onde serviu como secretário geral substituto.
Quando em 1852 foi organizado o Ministério das Obras Públicas, Comércio e Indústria, José de Torres foi nomeado 1.º oficial daquele novo departamento governamental, fixando-se em Lisboa. Nesse mesmo ano, iniciou funções como director da Repartição de Estatística, então criada naquele Ministério, cargo que exerceu até falecer.
Foi igualmente encarregado da realização de várias sindicâncias e inquéritos à contabilidade de várias empresas, as mais espinhosas das quais foram os inquéritos às companhias União Mercantil e dos Caminhos-de-Ferro Portugueses e à contabilidade geral do Ministério das Obras Públicas, que não ficou concluída.
Em 1859, José de Torres realizou uma viagem a Espanha Inglaterra, França, Bélgica e Alemanha, que, embora tendo como objectivo estudar os métodos estatísticos, foi feita a expensas próprias.
Em 5 de Agosto de 1862 foi nomeado Chefe de Secção, sendo depois promovido efectivamente a Chefe da Repartição de Estatística, por decreto do 31 de Dezembro de 1864, lugar que já estava desempenhando interinamente desde 1860. Quando se decidiu fazer o recenseamento geral da população do país, José de Torres concebeu as peças oficiais tendentes a esse fim; elaborou as instruções para as autoridades locais, preparou os modelos dos inquéritos, criou métodos de trabalho, ideou o sistema de apuramento e ao fim de três anos de constante labor conseguiu publicar o primeiro censo geral da população feito pelo método nominal e simultâneo.
Paralelamente à sua carreira no funcionalismo público, também se iniciou muito novo no jornalismo, tanto político como literário, estreando-se em 1843 com a publicação de artigos de literatura juvenil no jornal Açoriano Oriental.
Envolvido no movimento de revivalismo cultural e associativo que então se vivia em São Miguel, em 1844 ajudou a fundar e foi um dos redactores do jornal literário da Sociedade Escolástica Micaelense, intitulado o O Philologo (O Filólogo), de que se publicaram 12 números, o primeiro dos quais em Janeiro de 1844 e o último a 15 de Junho do mesmo ano. Neste periódico a sua colaboração já estava voltada para os temas históricos e etnográficos que o notabilizariam.
Em 1848, quando António Feliciano de Castilho se fixou em Ponta Delgada, se incorporou no movimento associativo das elites locais e se transformou no campeão da instrução popular, José de Torres foi um dos maiores entusiastas do movimento cultural então desencadeado. Foi secretário da Sociedade dos Amigos das Letras e Artes, a sociedade de promoção da instrução popular fundada por Castilho, sobre a qual escreveu um brilhante Relatório, descrevendo os actos e projectos da Sociedade, que se imprimiu em 1849. Foi também um dos professores voluntários das aulas que foram criadas sob a égide daquela instituição, regendo cursos de geometria e de economia.
No mesmo ano de 1849 publicou a obra Viagens ao Interior da Ilha de S. Miguel, com a qual iniciou uma colecção que publicou com o título de Ensaios; na qual incluiu trabalhos de grande valor, tanto pela forma literária, como pelas notícias históricas referentes às povoações que percorreu.
Em 1851 fundou a Revista dos Açores, jornal literário consagrado à história açoriana, trabalho que continuou mesmo depois de se fixar em Lisboa, onde continuou a redigi-la. Aquele periódico terminou a publicação em 1856.
Em Lisboa foi aliado do grupo político liderado por Nuno José Severo de Mendonça Rolim de Moura Barreto, o 1.º duque de Loulé, entrando para a redacção de jornais daquele partido, num dos quais, O Futuro, publicou, além das secções políticas, uma série de valiosos artigos subordinados ao título de Interesses Micaelenses, que foram reproduzidos pelo Correio Micaelense, de Ponta Delgada, em 1858.
Foi colaborador do periódico O Panorama  (1837-1868), na série que se publicou a partir de 1853 (3.ª série da publicação). Nas edições daquele jornal saídas até 1857, encontram-se muitos artigos seus, uns assinados e outros não. Foi também redactor permanente do Arquivo Pitoresco  (1857-1868), onde publicou numerosos artigos.
Entre outros, colaborou ainda nos seguintes periódicos: O Progresso, jornal político, em cuja direcção esteve quase dois anos; Angrense; Cartista dos Açores; Correio Micaelense; Verdade; Nação; Português; Pátria; Jornal do Comércio; Revolução de Setembro; Boletim do Ministério das Obras Públicas; Federação; A Opinião; Agricultor Micaelense; O Portugal Artístico; O Progresso Industrial; a Ilustração Luso-Brasileira  (1856-1859) e Revista Contemporânea de Portugal e Brasil  (1859-1865) ; Revista Peninsular e o Archivo UniversalColaborou ainda no Almanach Rural dos Açores, de 1851, mandado publicar pela Sociedade Promotora da Agricultura Micaelense, e no Almanach Democrático para 1855, editado em Lisboa.
José do Torres foi também gerente, presidente e governador de várias companhias bancárias e associações industriais, entre as quais a Companhia de Mineração Transtagana, organizada em 1863, da qual era accionista e director-gerente. Foi na qualidade de secretário da direcção da Companhia de Mineração Transtagana que coordenou e imprimiu os relatórios da respectiva administração.
Desde 1843 que José de Torres se tinha consagrado ao estudo e investigações da história dos Açores. Para isso consultou os mais importantes arquivos da ilha de São Miguel, o Arquivo Nacional da Torre do Tombo, e algumas bibliotecas nacionais e estrangeiras. Foi com esta campanha de quase 18 anos que alcançou formar a sua colecção de Variedades Açorianas, a qual é composta de impressos e manuscritos, contendo muitas obras únicas para o estudo dos Açores. A colectânea constitui a sua principal obra, incluindo mapas, retratos, vistas, artigos, livros e colecções de jornais, contendo muitos documentos inéditos. Foi editado recentemente um índice das Variedades, parte manuscrita, mas a colectânea nunca foi integralmente publicada.
Em meados de 1873 adoeceu gravemente pelo que foi compelido, por conselho dos médicos, a abandonar temporariamente o seu emprego e largar a gerência das diversas associações de que era dirigente, bem como todos os demais cargos que exercia. Faleceu em Lisboa a 4 de Maio de 1874, com apenas 46 anos de idade.
Apesar de sempre ter recusado honras e condecorações, foi sócio correspondente da Academia Real das Ciências de Lisboa, lugar para que foi eleito a 8 de Maio de 1862, por unanimidade de votos. Foi igualmente sócio de vários estabelecimentos científicos da Europa.

## Obras publicadas
José de Torres foi um escritor prolífico, publicando centenas de artigos em múltiplos periódicos, e editando algumas dezenas de trabalhos de maior vulto. A lista que se segue está longe de ser completa:
- Viagens no Interior da Ilha de São Miguel, Ponta Delgada, 1849;
- Relatório da Sociedade dos Amigos das Artes e Letras, Ponta Delgada, 1849;
- Bento de Goes, pequenos quadros românticos, Ponta Delgada, 1854;
- Vantagens que convidam ao estabelecimento de uma fábrica de fiação e tecidos de algodão em Alcobaça, Lisboa, 1854 (saiu anónimo);
- O que é a guerra do Oriente?, Lisboa, 1855 (discurso de Victor Hugo, traduzido do francês e publicado sem o nome do tradutor);
- Melhoramentos industriais e agrícolas de Alcobaça, Lisboa, 1858 (com uma planta topográfica litografada, reeditado em 1871);
- Crises alimentícias: causas, remédios, Lisboa, 1857 (discurso pronunciado no 1 de Dezembro de 1856 no Centro Promotor dos Melhoramentos das Classes Laboriosas);
- Tudo no mundo é comédia, Lisboa, 1860 (comédia em 3 actos);
- Já viu o cometa?, Lisboa, 1860 (comédia em 1 acto; n.º 5 da 2.ª série do Theatro Para Rir);
- Lendas peninsulares, Lisboa, 1861 (2 tomos);
- Relatório Consulta da Repartição de Estatística Acerca da Estatística Geral de Portugal, Lisboa, 18131 (suplemento ao Boletim do Ministério das Obras Públicas);
- Relatório da Comissão de Inquérito Nomeada em Portaria, de 14 de Janeiro de 1863 à Administração e Gerência da Companhia «União Mercantil», Lisboa, 1861
- Padroado Português no Oriente, in Pátria, n.ºs 39 e 50, de 1856;
- Portugal na exposição universal de Paris, in Revista Peninsular, tomo 1;
- Caminho de ferro de Badajoz, in Jornal do Comércio, 1857;
- Minas de Portugal, in Jornal do Comércio, 1857;
- Interesses açorianos, in Futuro, 1858;
- Reforma municipal, in Futuro, 1858;
- Instrução elementar, in Panorama, 1853;
- Originalidade da navegação do Oceano Atlântico Septentrional, e do descobrimento de suas ilhas pelos portugueses no século XV, in O Panorama, 1853 e 1854 [com 17 partes no vol. II (3.ª série): I — fasc. 13, de 26 de março de 1853, pp. 100-101;  II — fasc. 15, de 9 de abril de 1853, pp. 114-116; III — fasc. 19, de 7 de maio de 1853, pp. 146-148; IV — fasc. 20, de 14 de maio de 1853, pp. 159-160; V — fasc. 21, de 21 de maio de 1853, pp. 164-165; VI — fasc. 24, de 11 de junho de 1853, p. 190; VII — fasc. 26, de 25 de junho, pp. 204-206; VIII — fasc. 31, de 30 de julho de 1853, pp. 246-248; IX — fasc. 32, de 6 de agosto de 1853, 255-256; X — fasc. 39, de 24 de setembro de 1853, pp. 311-312; XI — fasc. 40, de 1 de outubro de 1853, pp. 319-320; XII — fasc. 46, de 12 de novembro de 1853, pp. 367-368; XIII — fasc. 47, de 19 de novembro de 1853, pp. 375-376; XIV — fasc. 48, de 26 de novembro de 1852, pp. 382-383; XV — fasc. 49, de 3 de dezembro de 1853, pp. 387-388; XVI — fasc. 51, de 17 de dezembro de 1853, pp. 406-407; XVII — fasc. 52, de 24 de dezembro de 1853, pp. 411-412]; [e 5 partes no vol. III (3.ª série): I a pp. 40, 48, 55-56, 62-64, 67-68]
- Memorias Historicas (1589-1592) (tradução parcial do Itinerario de Jan Huygen van Linschoten) in O Panorama, 3.ª série, volume V (fascículo 50), de 13 de dezembro de 1856, pp. 394-398; continuado no fascículo 51, de 20 de dezembro de 1856, pp. 402-404; continuado no fascículo 52, de 27 de dezembro de 1856, pp.410-411.
- Fastos açorianos, in Panorama, 1856;
- Dilúvio de luz, in Panorama, 1857;
- Espantosa inundação de mar, in O Panorama, 1857 (parte I a pp. 82-82, vol. I (4.ª série), de 14 de março de 1857; parte II a pp. 97-98, vol. I (4.ª série), de 28 de março de 1857);
- A Flora, in Panorama, 1857;
- Alda, in Ilustração Luso-Brasileira, vol. I;
- Constância de Jesuíta, in Ilustração Luso-Brasileira, vol. I;
- Reinado de D. Afonso VI, in Archivo Pittoresco, volume II (epanaforida histórica sobre a vida diária daquele monarca);
- Açores, in Archivo Pittoresco, volume II;
- Olho por olho, dente por dente, in Archivo Pittoresco, volume III;
- Rei ou impostor?, in Archivo Pittoresco, volume III;
- Fernão de Magalhães, in Archivo Pittoresco, volume III;
- Vasco Lopes, mestre de S. Tiago, in Archivo Pittoresco, volume III;
- D. António Prior do Crato, (estudo histórico);
- Brasão de Elvas;
- As alpujarras;
- O Ticiano português;
- Nicolau Tolentino, Lisboa, 1859;
- Portos Açorianos – o porto artificial de Ponta Delgada, in Arquivo dos Açores, vol, XI, Ponta Delgada.